# Palazzetto Del Bianco

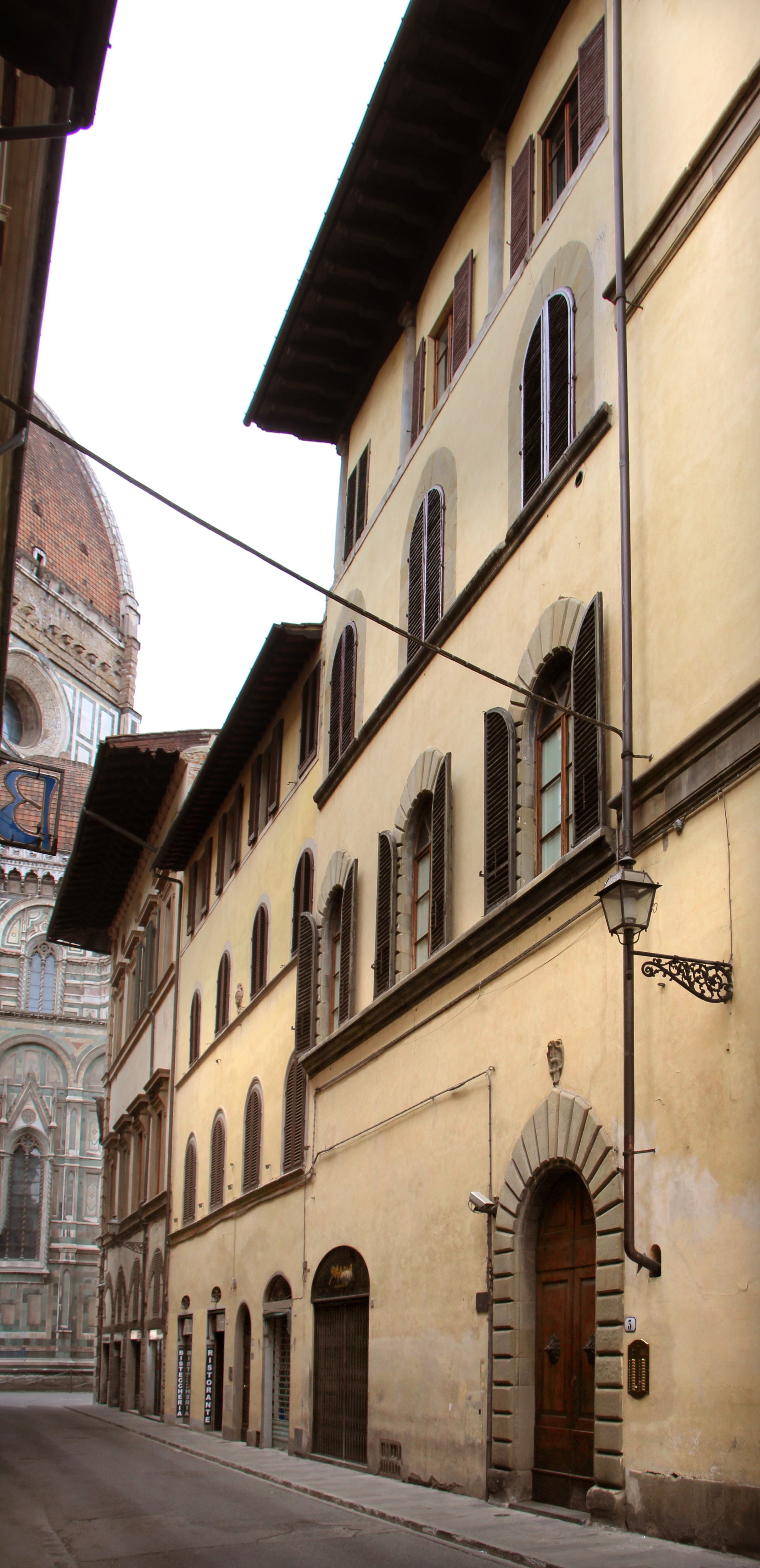
O Palazzetto Del Bianco visto da Via dei Servi, com a catedral ao fundo.

O Palazzetto Del Bianco é um palácio de Florença situado na esquina da Via dei Servi com a Piazza del Duomo, por trás da Cúpula de Brunelleschi.

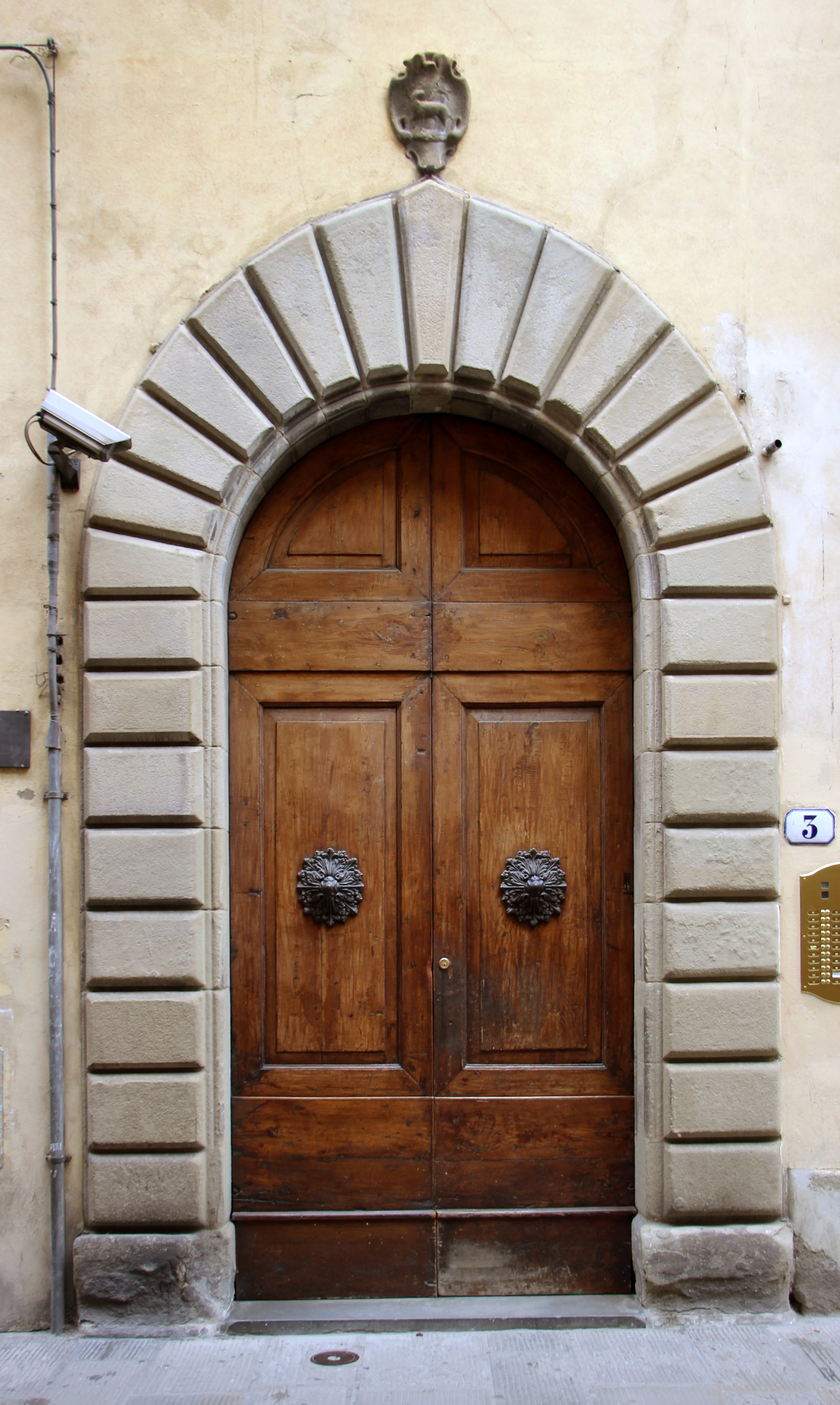
O portal do palácio.

O palácio encontra-se frente ao Palazzo Naldini, o qual se ergue no lado oposto da Via dei Servi.
Trata-se de um palácio com origem no século XIV, que com a ampliação da Piazza del Duomo, para dar lugar à catedral de Santa Maria del Fiore, ficou situado na própria praça. 
O palácio apresenta, na praça, as típicas arcadas em pietraforte, outrora ocupadas por oficinas, enquanto na Via dei Servi se podem ver, ainda, os restos das arcadas duma galeria privada.
Noa andares superiores, as janelas são mais tardias e apresentam o esquema típico com cornija, arquitrave e friso a marcar os andares, de cor cinzenta sobre o reboco claro.
Na esquina da fachada situa-se o brasão dos Del Bianco.